# Khamica Bingham
Khamica Bingham (North York, 15 de junio de 1994) es una deportista de Canadá que compite en atletismo.
Ganó dos medallas en los Juegos Panamericanos, bronce en 2015 y plata en 2019, ambas en el relevo 4 × 100 m. Participó en dos Juegos Olímpicos, ocupando el sexto lugar en Río de Janeiro 2016, en el relevo 4 × 100 m.